# Adabokrom

Adabokrom (alternativt Sefwi Adabokrom, Adowkrom, Adowakrom eller Asokore Adaborkrom) är en ort i sydvästra Ghana. Den är huvudort för distriktet Bia East (som bildades 2012) och hade 3 468 invånare vid folkräkningen 2010.